# Kane (kráter)

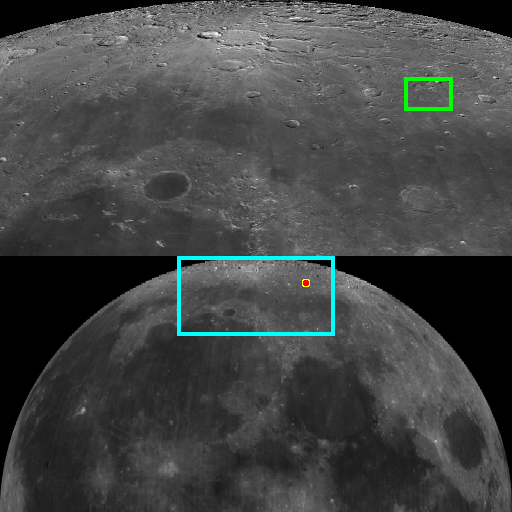
Poloha kráteru Kane

Kane je kráter nacházející se na severovýchodním okraji Mare Frigoris (Moře chladu) na přivrácené straně Měsíce. V minulosti byl zatopen lávou z Mare Frigoris a má tedy relativně ploché dno. Má průměr 55 km. Je pojmenován podle amerického badatele a cestovatele Elishi Kenta Kanea.
Jižně od něj se táhne v Moři chladu brázda Rima Sheepshanks.
Severoseverovýchodně leží kráter Moigno, východně kráter Democritus.

## Satelitní krátery
V okolí kráteru se nachází několik dalších kráterů. Ty byly označeny podle zavedených zvyklostí jménem hlavního kráteru a velkým písmenem abecedy.
| Kane | Sel. šířka | Sel. délka | Průměr |
| ---- | ---------- | ---------- | ------ |
| A    | 61.2° S    | 27.0° V    | 5 km   |
| F    | 59.6° S    | 23.1° V    | 7 km   |
| G    | 59.2° S    | 25.3° V    | 10 km  |